# Liste der Monuments historiques in Montmarault
Die Liste der Monuments historiques in Montmarault führt die Monuments historiques in der französischen Gemeinde Montmarault auf.

## Liste der Objekte
| Bezeichnung                                                                    | Beschreibung | Standort                        | Kennzeichnung | Schutzstatus | Datum | Bild |
| ------------------------------------------------------------------------------ | ------------ | ------------------------------- | ------------- | ------------ | ----- | ---- |
| Ölgemälde Der Erzengel Michael besiegt den Drachen (Fotos in der Base Palissy) | 1620         | in der Kirche St-Étienne (Lage) | PM03000600    | Classé       | 1919  |      |